# Liga der Sozialdemokraten der Vojvodina

Logo der Liga der Sozialdemokraten der Vojvodina

Die Liga der Sozialdemokraten der Vojvodina (serbisch Лига социјалдемократа Војводине Liga socijaldemokrata Vojvodine) ist eine serbische Regionalpartei aus der AP Vojvodina.
Gegründet wurde die Partei am 14. Juli 1990 in Novi Sad. Parteiführer und Gründungsmitglied ist Nenad Čanak.
Bei den Parlamentswahlen 2008 trat die Partei als Teil der Koalition Für ein europäisches Serbien an, die 38,75 % der Stimmen erhielt. Im Parlament hat die LSV fünf Sitze. Bei den Parlamentswahlen 2012 trat die Liga als Teil des Bündnisses „Wahl für ein besseres Leben - Boris Tadić“ an.